# Phelliactis magna
Phelliactis magna är en havsanemonart som först beskrevs av Wassilieff 1908.  Phelliactis magna ingår i släktet Phelliactis och familjen Hormathiidae. Inga underarter finns listade i Catalogue of Life.